# Leprolochus
Genre
Leprolochus est un genre d'araignées aranéomorphes de la famille des Zodariidae.

## Distribution
Les espèces de ce genre se rencontrent en Amérique du Sud et au Panama.

## Liste des espèces
Selon World Spider Catalog (version 17.5, 16/10/2016) :
- Leprolochus birabeni Mello-Leitão, 1942
- Leprolochus levergere Lise, 1994
- Leprolochus mucuge Lise, 1994
- Leprolochus oeiras Lise, 1994
- Leprolochus parahybae Mello-Leitão, 1917
- Leprolochus spinifrons Simon, 1893
- Leprolochus stratus Jocqué & Platnick, 1990

## Publication originale
- Simon, 1893 : Arachnides. Voyage de M. E. Simon au Venezuela (décembre 1887 - avril 1888). 21e Mémoire. Annales de la Société Entomologique de France, vol. 61, p. 423-462 (texte intégral).